# Коньковский ручей
Конько́вский руче́й (Ка́менный ручей, Конько́вский овра́г, Ка́невский овраг, Каняевский овраг Нижней, левый отвершек — Деревлёвской овраг, Вороновской овраг) — малая река на юге Москвы, на территории района Коньково и Битцевского леса Юго-Западного административного округа Москвы, левый приток Чертановки. Частично протекает в подземном коллекторе.

## География и гидрология
Длина ручья составляет 2,3 км, поверхностный водоток сохраняется на протяжении одного километра. Площадь водосборного бассейна равна 1 км². Исток реки расположен между домами № 93 и № 97 по Профсоюзной улице. Водоток в подземном коллекторе проходит на восток через Малый и Большой Коньковские пруды, пересекает улицу Введенского и Севастопольский проспект. Далее река в открытом русле протекает по территории природно-исторического парка «Битцевский лес» в хорошо сохранившейся долине. В 2004 году здесь встречались растения, занесённые в Красную книгу Москвы: ландыши, колокольчики крапиволистный и широколистный. Устье расположено к югу от Лысой горы.

## Происхождение названия и история
Название связано с селом Коньково-Сергиевское или деревней Коньково-Троицкое, которые были расположены в истоках Коньковского ручья. Гидронимы Каневский, Каняевский овраг, возможно, имеют антропонимическое происхождение либо являются искажениями основного названия. Каменным ручей назван по скоплению валунов и характерному руслу.